# Caracladus zamoniensis
Caracladus zamoniensis là một loài nhện trong họ Linyphiidae.
Loài này thuộc chi Caracladus. Caracladus zamoniensis được Frick & Muff miêu tả năm 2009.